# 伊達尚宗
伊達 尚宗（だて ひさむね）は、室町時代後期から戦国時代にかけての武士。官位は従五位下・大膳大夫。伊達氏13代当主。伊達政宗の高祖父。

## 生涯
12代当主・伊達成宗の嫡男。家の慣例により、室町幕府9代将軍・足利義尚より偏諱の授与を受けて尚宗と名乗る。
父から家督を相続した年代は詳しく分かっていない。これは、父の成宗が死没した年が詳しく分かっていないからである（伊達氏の史書では、長享元年（1487年）説が有力なので、その前後に継承したと思われる）。
越後守護上杉氏から正室（伊達氏の記録では上杉定実の娘とされるが、上杉氏の記録では上杉房定、異説ではその弟である上杉房実の娘（定実の姉妹））を迎える。
延徳2年（1490年）、米沢城北方に位置する塩野毘沙門堂を再建している。
明応3年（1494年）4月、伊達氏の領内で騒乱が発生したため、一時的に会津の蘆名盛高の下に避難した。復帰後は京都の放浪将軍・足利義澄を領内に迎え、これを擁護することで伊達氏の勢力を盛り上げようとしたが、失敗した。
永正11年（1514年）5月5日、62歳で死去。嫡男・伊達高宗（3年後「稙宗」に改名）が跡を継いだ。

## 系譜
- 父：伊達成宗（1435-1487?）
- 母：慧厳院 - 大崎教兼の娘
- 正室：積翠院（?-1513） - 上杉房定または上杉房実の娘?
  - 嫡男：伊達稙宗（1488-1565） - 前名・高宗
  - 次男：留守景宗（1492-1554） - 留守郡宗の養子
- 生母不明の子女
  - 男子：久松丸 - 久松丸の供養を目的に父・尚宗により昌傳庵が開基される
  - 女子：最上義定継室